# Turridrupa
Turridrupa é um gênero de gastrópodes pertencente a família Turridae.

## Espécies
- Turridrupa acutigemmata (E.A. Smith, 1877)[2]
- †Turridrupa akhaiderensis Abbass H., 1977 [3]
- Turridrupa albofasciata (Smith E. A., 1877)[4]
- Turridrupa armillata (Reeve, 1845)[5]
- Turridrupa astricta (Reeve, 1843)[6]
- Turridrupa bijubata (Reeve, 1843)[7]
- Turridrupa cincta (Lamarck, 1822)[8]
- Turridrupa deceptrix Hedley, 1922[9]
- Turridrupa diffusa Powell, 1967[10]
- Turridrupa gatchensis (Hervier, 1896)[11]
- Turridrupa jubata (Reeve, 1843)[12]
- Turridrupa nagasakiensis (Smith E. A., 1879)[13]
- Turridrupa pertinax Hedley, 1922[14]
- Turridrupa poppei Stahlschmidt & Fraussen, 2011
- Turridrupa prestoni Powell, 1967[15]
- Turridrupa weaveri Powell, 1967[16]

Espécies trazidas para a sinonímia
- Turridrupa cerithina (Anton, 1838):[17] sinônimo de Crassispira cerithina (Anton, 1838)
- Turridrupa fastosa (Hedley, 1907):[18] sinônimo de Microdrillia fastosa (Hedley, 1907)
- †Turridrupa kagoshimaensis Shuto, 1965: sinônimo de  †Otitoma kagoshimaensis (Shuto, 1965) (combinação original)